# Бауэрсокс, Кеннет Дуэйн
Кеннет Дуэйн «Сокс» Бауэрсокс (англ. Kenneth Dwane "Sox" Bowersox; род. 14 ноября 1956) — инженер, офицер Военно-морского флота США, бывший астронавт НАСА. Он участвовал в пяти миссиях Спейс шаттл, а также был командиром шестого долговременного экипажа Международной космической станции.
Бауэрсокс родился в Портсмуте (штат Виргиния), но своим родным городом считает Бедфорд (штат Индиана). Когда он был ребёнком, его семья переехала в Окснард, Калифорния, где пребывала на протяжении семи лет. Будучи бойскаутом, он получил ранг Eagle Scout — высший ранг в структуре молодёжной организации Boy Scouts of America. Высшее образование получил в Военно-морской академии США по специальности инженер аэрокосмического направления. После этого он поступил в Школу лётчиков-испытателей ВВС США (USAF TPS), которую окончил с отличием. Во время службы он тестировал самолёты LTV A-7 Corsair II и McDonnell Douglas F/A-18 Hornet.

## Карьера астронавта
В 1987 году Бауэрсокса выбрали в качестве кандидата в астронавты. В 1992 году состоялась его первая космическая миссия в рамках STS-50, где он был пилотом. Далее последовали STS-61 (пилот), STS-73 (командир), STS-82 (командир), STS-113 (экипаж МКС-6 вместе с Николаем Будариным и Доналдом Петтитом). На Международной космической станции он служил командиром и пробыл на борту с 25 ноября 2002 года по 3 мая 2003 года. На Землю Бауэрсокс вернулся на борту Союз ТМА-1.
30 сентября 2006 года он уволился из НАСА. 16 июня 2009 года его назначили вице-президентом по безопасности астронавтов и обеспечению полётов в компании SpaceX. 8 июня 2010 года его имя было внесено в Зал славы астронавтов, всего через четыре дня после успешного запуска ракеты Falcon 9 производства SpaceX.

## Награды
- Медаль «За заслуги в освоении космоса» (12 апреля 2011 года) — за большой вклад в развитие международного сотрудничества в области пилотируемой космонавтики[5]

## Личная жизнь
Женат, трое детей. Увлечения: катание на лыжах, парусный спорт, мотоспорт по бездорожью, езда на велосипеде. Радиолюбитель с позывным KD5JBP.